# Hellman & Friedman
Hellman & Friedman LLC (H&F) — американська приватна інвестиційна компанія, заснована в 1984 році Ворреном Хеллманом   і Таллі Фрідманом, яка здійснює інвестиції в основному шляхом викупу за допомогою кредитного плеча, а також капітальних інвестицій у зростання. H&F зосередила свої зусилля на кількох основних цільових галузях, включаючи засоби масової інформації, фінансові послуги, професійні та інформаційні послуги. Компанія H&F розташована в Сан-Франциско з офісами в Нью-Йорку та Лондоні.

### Заснування
Компанія Hellman & Friedman була заснована в 1984 році Уорреном Геллманом і Таллі Фрідманом. До H&F Хеллман був партнером-засновником Hellman, Ferri Investment Associates, яка пізніше буде перейменована на Matrix Management Company. Сьогодні Matrix є однією з найвідоміших компаній венчурного капіталу в США. До цього Геллман працював у сфері інвестиційного банкінгу в Lehman Brothers, де він обіймав посаду президента, а також керівника інвестиційно-банківського відділу та голови Lehman Corporation. Таллі Фрідман раніше був керуючим директором Salomon Brothers. У 1997 році Фрідман залишив фірму, щоб заснувати Friedman Fleischer &amp; Lowe, приватну інвестиційну компанію, також розташовану в Сан-Франциско. 

### Нещодавно
Станом на 2011 рік у H&F працювало приблизно 50 інвестиційних професіоналів, включаючи 15 керуючих директорів, 6 директорів і 13 асоційованих співробітників, а також старших радників і головних юрисконсультів.  У серпні 2013 року фірма придбала найбільшого канадського страхового брокера Hub International приблизно за 4,4 мільярда доларів.  У березні 2014 року фірма придбала Renaissance Learning, компанію, що надає такі методи оцінювання, як електронні тести, які адаптують запитання в режимі реального часу залежно від того, наскільки успішно студент відповідає, за 1,1 мільярда доларів готівкою. 
У лютому 2015 року було оголошено, що компанія Hellman & Friedman готує пропозицію про придбання компанії Auto Trader, що вживаних автомобілів, яка може скласти 2 мільярди фунтів стерлінгів.  18 травня 2017 року Hellman & Friedman зробила пропозицію в розмірі 2,9 мільярда австралійських доларів за Fairfax Media в Австралії, розпочавши війну з TPG Group за компанію. 
У травні 2016 року H&F уклала угоду про придбання компанії MultiPlan Inc., яка займається управлінням витратами на охорону здоров’я, приблизно за 7,5 мільярда доларів. 
У червні 2018 року було оголошено, що компанія Hellman & Friedman отримує контрольний пакет акцій SimpliSafe, що займається моніторингом безпеки. 
У лютому 2019 року було оголошено, що компанія Hellman & Friedman придбала Ultimate Software за 11 мільярдів доларів, повністю готівкою.  З тих пір Ultimate Software було об'єднано з Kronos Incorporated і введено в бренд Ultimate Kronos Group.  У грудні 2019 року Hellman & Friedman придбала AutoScout24, європейський автомобільний цифровий ринок, за 2,9 мільярда євро (3,2 мільярда доларів). 
У 2020 році компанія Hellman & Friedman приєдналася до Ініціативи сучасного лідерства корпорації Diligent і пообіцяла створити п’ять нових ролей у радах директорів серед своїх портфельних компаній для кандидатів із різними расовими ознаками.  
У липні 2021 року було оголошено, що компанія Hellman & Friedman придбала At Home. 
У листопаді 2021 року H&F і Bain Capital домовилися купити AthenaHealth за 17 мільярдів доларів. 

## Визначні надбання
Ключовим елементом стратегії H&F є інвестування в можливості «зростання» як у галузевому секторі, так і в конкретній компанії. H&F інвестує в різні структури, часто роблячи міноритарні інвестиції з обмеженим контролем. Крім того, H&F зробила ряд нетрадиційних кроків для фінансування та закриття транзакцій, включаючи організацію та синдикування фінансування для кількох інвестицій, зокрема Getty Images і Goodman Global. 
Після закриття свого шостого фонду прямих інвестицій у 2007 році H&F активно інвестує:
- DoubleClick [18] [19]
- Goodman Global [20]
- Гартмор [21]
- Texas Genco [22]
- GCM Grosvenor [23]
- Компанія Nielsen [24]
- Nasdaq [25]
- Інтернет-бренди [26]
- OpenLink [27]
- PPD [28]
- SSP Holdings [29]
- Міжнародне веб-бронювання (Hostelworld) [30]
- УКГ

## Інвестиційні фонди
H&F інвестує через низку фондів прямих інвестицій (структурованих як товариства з обмеженою відповідальністю), а серед інвесторів – різноманітні пенсійні фонди, ендавументи та інші інституційні інвестори :
- 1984 — Hellman & Friedman I
- 1991 — Hellman & Friedman II (826 мільйонів доларів)
- 1995 — Hellman & Friedman III ($1,5 млрд)
- 2000 — Hellman & Friedman IV (2,2 мільярда доларів)
- 2004 — Hellman & Friedman V (3,5 мільярда доларів)
- 2007 — Hellman & Friedman VI ($8,4 млрд) [31]
- 2011 — Hellman & Friedman VII ($8,8 млрд) [32]
- 2014 — Hellman & Friedman VIII ($10,9 млрд) [33]
- 2018 — Hellman & Friedman IX ($16,5 млрд)
- 2021 — Hellman & Friedman X (24,4 мільярда доларів)

Джерело: Preqin  
1. ↑  Hellman & Friedman LLC | AUM 13F.
2. ↑  Bloomberg Business. Bloomberg.com. Архів оригіналу за 23 травня 2011. Процитовано 19 січня 2016.
3. ↑  A Casual Approach to Success: Warren Hellman (Harvard Business School Bulletin)
4. ↑  Greg Roumeliotis and Tanya Agrawal (5 серпня 2013). Hellman & Friedman agrees to acquire Hub in $4.4 billion deal. Reuters.
5. ↑  Reuters Editorial (13 березня 2014). Hellman & Friedman pays $1.1 billion for Renaissance Learning. Reuters. Процитовано 19 січня 2016.
6. ↑  Private equity firm Hellman in Auto Trader bid. City A.M. February 2015. Процитовано 2 лютого 2015.
7. ↑  Smith, Jamie (18 травня 2017). Private equity bidding war erupts over Fairfax. Financial Times. United Kingdom. Процитовано 18 травня 2017.
8. ↑  Private equity closes in on $7.5bn deal for MultiPlan. Financial Times. Процитовано 21 липня 2017.
9. ↑  Hellman & Friedman deal values SimpliSafe at $1B – TechCrunch. techcrunch.com (амер.). Процитовано 29 червня 2018.
10. ↑  Ultimate Software - Ultimate Software Announces Agreement to be Acquired by an Investor Group Led by Hellman & Friedman to Operate as a Privately Held Company (амер.). Процитовано 28 вересня 2020.
11. ↑  Kronos and Ultimate Software Unveil Plans to Rebrand as "UKG" (амер.). 28 серпня 2020. Процитовано 28 вересня 2020.
12. ↑  "Scout24 sells AutoScout24 to Hellman & Friedman," Reuters, 17 December 2019.
13. ↑  Gara, Antoine. Inside The Massive New Effort To Get Minorities On Corporate Boards. Forbes (англ.). Процитовано 23 листопада 2020.
14. ↑  Modern Governance Requires Modern Leadership. diligent.com (амер.). Архів оригіналу за 17 серпня 2021. Процитовано 23 листопада 2020. [Архівовано 2021-08-17 у Wayback Machine.]
15. ↑  Hellman & Friedman Completes Acquisition of At Home. Businesswire. 23 липня 2021.
16. ↑  H&F, Bain Capital tap into health tech boom with $17 bln Athenahealth deal. Reuters. 22 листопада 2021.
17. ↑  Financing without banks (WSJ.com, February 25, 2008)
18. ↑  DoubleClick Agrees To Be Acquired By Hellman & Friedman (New York Times, 2005)
19. ↑  Closing Letter to Counsel for Hellman & Friedman Capital Partners (Federal Trade Commission)
20. ↑  Maker of Heating Systems Is Bought for $1.8 Billion (New York Times, October 23, 2007)
21. ↑  World Business Briefing | Europe: Britain: Hedge Fund Manager Acquired (New York Times, 2006)
22. ↑  The Deal That Even Awed Them in Houston (New York Times, November 23, 2005)
23. ↑  Hellman to Take Stake in Grosvenor (New York Times, 2007)
24. ↑  Buyout Bid For Parent Of Nielsen (New York Times, 2006)
25. ↑  Firm Pays $240 Million For 9.8% Stake in Nasdaq (New York Times, 2001)
26. ↑  Internet Brands announcement. Процитовано 19 січня 2016.
27. ↑  Investments, HF.com, архів оригіналу за 23 липня 2012, процитовано 22 липня 2017 [Архівовано 2012-07-23 у Wayback Machine.]
28. ↑  Pharmaceutical Product Development - PPD to be Acquired by the Carlyle Group and Hellman & Friedman. Архів оригіналу за 27 травня 2013. Процитовано 6 лютого 2016.
29. ↑  Hellman & Friedman LLC and SSP Holdings plc (23 липня 2008). Hellman & Friedman Backs SSP Holdings in a GBP198 Million Investment. Процитовано 19 січня 2016.
30. ↑  Web Reservations International Acquired by Hellmann & Friedman - Hostelworld.com. Hostelworld. Архів оригіналу за 26 січня 2016. Процитовано 19 січня 2016. [Архівовано 2016-01-26 у Wayback Machine.]
31. ↑  Hellman & Friedman closes $8.4 bln equity fund (Reuters, 2007)
32. ↑  Hellman Friedman announces final close of 88 billion private equity fund - firm implements management transition plan, PR Newswire, 2009, архів оригіналу за 16 липня 2016, процитовано 22 липня 2017
33. ↑  Chassany, Anne-Sylvain (9 листопада 2014). Hellman & Friedman amasses $11bn for new fund. Financial Times. United Kingdom. Процитовано 22 липня 2017.
34. ↑  Preqin
35. ↑  About - Hellman & Friedman. Hellman & Friedman. Архів оригіналу за 30 квітня 2015. Процитовано 19 січня 2016.

## Зовнішні посилання
- Офіційний сайт
- Hellman & Friedman: The Deal Journal PE Firm of the Quarter (WSJ.com, 2008)